# Sophie Mathiou
Sophie Mathiou (pron. fr. AFI: [sɔfi matju]) (Gressan, 5 febbraio 2002) è una sciatrice alpina italiana.

## Biografia
Originaria di Gressan, sua zia è Sonia Viérin e sua nonna è Roselda Joux, a loro volta sciatrici alpine di alto livello. Ha due fratelli, Henri e Thierry.
Specialista delle prove tecniche, si è formata agonisticamente nelle file dello Ski Club Pila e dal 2019 compete per il Centro Sportivo Carabinieri. Attiva in gare FIS dal novembre del 2018, ha esordito in Coppa Europa il 15 dicembre 2019 ad Andalo in slalom gigante (39ª) e ai Mondiali juniores di Bansko 2021 ha conquistato la medaglia d'oro nello slalom speciale. Ha debuttato in Coppa del Mondo il 19 marzo 2021 a Lenzerheide nella gara a squadre, poi l'indomani nello slalom speciale (19ª); il 10 febbraio 2025 ha ottenuto a Oberjoch in slalom gigante il primo podio in Coppa Europa (2ª). Non ha preso parte a rassegne olimpiche o iridate.

## Palmarès

### Mondiali juniores
- 1 medaglia:
  - 1 oro (slalom speciale a Bansko 2021)

### Coppa Europa
- Miglior piazzamento in classifica generale: 23ª nel 2025
- 1 podio:
  - 1 secondo posto